# Écoute voir
Pour plus de détails, voir Fiche technique et Distribution.
Écoute voir est un film français réalisé par Hugo Santiago, sorti en 1979.

## Synopsis
Arnaud de Maule, jeune châtelain et savant émérite, fait appel à la détective Claude Alphand afin qu’elle enquête sur des individus qui s’introduisent mystérieusement dans son domaine des Yvelines. Claude découvre qu’il s’agit des membres d’une étrange secte, l'Église du Renouveau Final, à laquelle s’est récemment ralliée Chloé, la jeune maîtresse d’Arnaud...

## Fiche technique
- Titre : Écoute voir
- Réalisation : Hugo Santiago, assisté de Philippe Lopes-Curval
- Scénario : Hugo Santiago, Claude Ollier
- Musique : Michel Portal
- Musique additionnelle : Wolfgang Amadeus Mozart, Franz Schubert, Jean-Sébastien Bach
- Photographie : Ricardo Aronovich
- Décors : Emilio Carcano
- Son : Jean-Paul Loublier
- Montage : Alberto Yaccelini
- Coordinateur des combats et des cascades : Claude Carliez et son équipe
- Pays d’origine :  France
- Langue de tournage : français
- Année de tournage : 1977
- Producteur délégué : Maurice Bernart
- Producteur exécutif : Hubert Niogret
- Directeur de production : Jean-François Dion
- Société de production : Prospectacle (France)
- Société de distribution : Gaumont Distribution
- Format : couleur (Eastmancolor) — 2.35:1 Panavision — son monophonique — 35 mm
- Genre : Drame, science-fiction et thriller
- Durée : 121 min[1]
- Date de sortie :
  - France : 7 mars 1979
- Classification :
  - France : tous publics[2]

## Distribution
- Catherine Deneuve : Claude Alphand
- Sami Frey : Arnaud de Maule
- Antoine Vitez : le délégué de la secte
- Anne Parillaud : Chloé / Moune
- Florence Delay : Flora Thibaud
- François Dyrek : l’inspecteur Daloup
- Jean-François Stévenin : l’inspecteur Mercier
- Didier Haudepin : le secrétaire de Claude
- Robert Cahen : le musicien
- Gilbert Adair : l’orateur de la secte
- Jacques Plée : le directeur d'Immobloc
- Jacques Brécourt : le gardien de la Maison de la radio
- Coralie Clément : une comédienne
- Madeleine Damien : une comédienne
- Hubert Buthion : un comédien
- Marie Tikova : une adepte de la secte
- Francisca Sippernay : la gardienne du château
- Daniel Perche : un homme de main
- Gérard Moisan : un homme de main
- Mario Luraschi : un homme de main
- Daniel Breton : un homme de main
- Alain Saugout : un homme de main
- Joël Venon : un homme de main
- Serge Wagner : un homme de main
- Marilú Marini
- les mimes du Cirque Aligre